# Canon PowerShot S20
Pour les articles homonymes, voir S20.
S10
Le PowerShot S20 est un appareil photo numérique  produit par Canon et lancé en mars 2000.
Il est identique d'aspect extérieur au Canon PowerShot S10.

## Caractéristiques
- 3,3 millions de pixels
- zoom optique 2× (32-64 mm en équivalent 24 × 36) f/2,9-4,0
- écran LCD TFT 1,8"
- vitesse d'obturation 2 s - 1/1 000 s
- carte mémoire CF
- poids 270 g (sans batterie)
- batterie NB-5H